# 평양신의주고속도로
평양신의주고속도로(平壤新義州高速道路)는 조선민주주의인민공화국 평양직할시에서 평안남도를 거쳐 평안북도 신의주시를 연결하는 고속도로이다. 건설 중인 것으로 알려져 있고, 중화인민공화국이 거의 건설할 예정이라고 보도했다.
주요 시설로는 톨게이트 19개소, 휴게소 12개소, 교량 77개 등이 건설될 예정이며, 제한 속도는 110km으로 측정된다.

## 개요
중화인민공화국에서는 개성-신의주간의 고속철도와 동시에 착공 추진 중이며 평양신의주고속도로도 공사 예정 중에 있다.

## 통과 구간
아직 미확정이나 구 경의선 도로와 유사할 것으로 예상된다. 신의주-룡천-평양으로 예상되나 정확하지는 않다. 조선투자개발연합체의 지도에 따르면 문덕읍과 숙천읍의 서쪽을 통과하여 평양희천간 고속도로와는 별개의 노선을 갖는 것으로 알려져 있다.